# Okkupert
Okkupert (titulado Occupied a nivel internacional) es una serie televisiva noruega de suspense y ficción política cuyo estreno tuvo lugar el 27 de septiembre de 2015 a través de TV 2. La trama principal está inspirada en una idea de Jo Nesbø. La dirección corre a cargo de Erik Skjoldbjærg y la composición musical por Sivert Høyem.
Con un presupuesto de 90 millones de coronas es la producción más cara de la televisión noruega hasta la fecha.
En cuanto al mercado internacional, está previsto que la serie se estrene en Reino Unido, Alemania, Francia, junto con el resto de los países de Escandinavia y Benelux.

## Resumen
La serie está ambientada en un futuro próximo en el que Rusia, por encargo de la Unión Europea, inicia una invasión contra Noruega, país que ha paralizado la producción de crudo y gas a causa de la crisis del cambio climático ante la falta de recursos.
Con esta acción, la Administración rusa pretende asegurarse el acceso a la explotación petrolífera y gasística de la región.

## Reparto
- Veslemøy Mørkrid es Ingrid Bø.
- Ingeborga Dapkūnaitė es Irina Sidorova.
- Ragnhild Gudbrandsen es Wenche Arnesen.[6]
- Janne Heltberg es Anyta Rigg.
- Henrik Mestad es Jesper Berg.
- Eldar Skar es Hans Martin.[7]
- Ane Dahl Torp es Bente Norum.
- Selome Emnetu es Hilde.
- Lisa Loven Kongsli es Astrid Berg.
- Øystein Røger es Ottesen.
- Hippolyte Giradot es Comisario de la Comisión Europea de origen francés.

## Controversias
Antes del estreno, la producción levantó polémicas entre las autoridades y funcionarios rusos respecto al argumento. El embajador ruso en Oslo, Vyacheslav Pavlovsky, declaró en ITAR-TASS: «Es una lástima que el septuagésimo aniversario de la liberación noruega de la Alemania nazi por parte del Ejército Rojo haya caído en el olvido y que decidan asustar a la audiencia noruega con una amenaza inexistente por parte de Rusia».
Por su parte, el encargado del apartado de series en el canal TV2 Christopher Haug afirmó que «la serie es sobre Noruega y su población, y no sobre los rusos».

## Producción
La serie está formada por diez episodios, de los cuales el primero fue escrito por Nesbø en 2008. Estaba previsto que la producción se emitiese a través de NRK tras pagar 9,7 millones de coronas del Instituto de Cinematografía de Noruega, sin embargo la cadena se echó atrás en abril de 2013 y el proyecto quedó en el aire hasta octubre del mismo año, cuando TV 2 se hizo con los derechos.